# بيت الشعثمي (مدينة المحويت)

تعديل مصدري - تعديل

بيت الشعثمي هي إحدى قرى عزلة المحويت بمديرية مدينة المحويت التابعة لمحافظة المحويت، بلغ تعداد سكانها 396 نسمة حسب تعداد اليمن لعام 2004.